# Lomira
Lomira és una població dels Estats Units a l'estat de Wisconsin. Segons el cens del 2000 tenia 2.233 habitants.

## Demografia
Segons el cens del 2000, Lomira tenia 2.233 habitants, 846 habitatges, i 583 famílies. La densitat de població era de 444,4 habitants per km².
Dels 846 habitatges en un 39,6% hi vivien nens de menys de 18 anys, en un 55,2% hi vivien parelles casades, en un 9,7% dones solteres, i en un 31% no eren unitats familiars. En el 25,4% dels habitatges hi vivien persones soles el 8,5% de les quals corresponia a persones de 65 anys o més que vivien soles. El nombre mitjà de persones vivint en cada habitatge era de 2,58 i el nombre mitjà de persones que vivien en cada família era de 3,11.
Per edats la població es repartia de la següent manera: un 29,3% tenia menys de 18 anys, un 9% entre 18 i 24, un 32,6% entre 25 i 44, un 16,9% de 45 a 60 i un 12,3% 65 anys o més.
L'edat mediana era de 32 anys. Per cada 100 dones de 18 o més anys hi havia 94,7 homes.
La renda mediana per habitatge era de 46.522 $ i la renda mediana per família de 52.600 $. Els homes tenien una renda mediana de 36.440 $ mentre que les dones 24.286 $. La renda per capita de la població era de 20.256 $. Aproximadament el 3,1% de les famílies i el 3,9% de la població estaven per davall del llindar de pobresa.

## Poblacions més properes
El següent diagrama mostra les poblacions més properes.